# STS-109
STS-109 e сто и осмата мисия на НАСА по програмата Спейс шатъл и двадесети и седми, предпоследен полет на совалката Колумбия. Основната задача е ремонт и модернизация на космическия телескоп Хъбъл. Допълненително в програмата на полета са включени два допълнителни технически експеримента (навигация с помощта на системата GPS и определяне на характеристиките при кацане със страничен вятър), 8 експеримента с медицински характер и образователна програма, предвиждаща създаване на 20-минутен видеоурок и сеанси на връзка с училища.

## Екипаж
| Пост                                               | Астронавт                                |
| -------------------------------------------------- | ---------------------------------------- |
| Командир                                           | Скот Олтман трети космически полет       |
| Пилот                                              | Дуейн Кери първи космически полет        |
| Специалист на мисията 1 Командир на полезния товар | Джон Грунсфелд четвърти космически полет |
| Специалист на мисията 2 бординженер                | Нанси Кюри четвърти космически полет     |
| Специалист на мисията 3                            | Ричард Линехан трети космически полет    |
| Специалист на мисията 4                            | Джеймс Нюман четвърти космически полет   |
| Специалист на мисията 5                            | Майкъл Масимино първи космически полет   |

- Броят на полетите е преди и включително тази мисия.

## Полетът
Първоначално мисията по обслужване на телескопа „Хъбъл“ (трета по ред) е планирана за юни 2000 г. Но след последователното излизане от строя на жироскопната система за ориентация (лятото и есента на 1999 г.) е решено мисията да се раздели на две:
- за спешен ремонт – да се състои през декември 1999 г. (совалката Дискавъри, мисия STS-103) и получила означението HST SM-3A;
- планова, получила обозначението HST SM-3B.

HST SM-3B е планирана за май 2001 г., отложена е за ноември, после е прехвърлена за януари и февруари 2002 г. По това време мисията получава и своя номер – STS-109.
Основните задачи на екипажа на мисия STS-109 за модернизация и ремонт на телескопа „Хъбъл“ са следните (по ред на приоритета):
- Подмяна на блок на маховика RWA-1 (англ. Reaction Wheel Assembly);
- Подмяна на слънчеви батерии;
- Подмяна на блока за управление на електрозахранването PCU (Power Control Unit);
- Смяна на камерата за бледите обекти – FOC (от англ. Faint Object Camera) и инсталиране на усъвършенствана обзорна камера ACS (от англ. Advanced Camera for Surveys);
- Монтаж на система за охлаждане на инфрачервена спектрометрична камера NICMOS (англ. Near Infrared Camera and Multi-Object Spectrometer).

## Параметри на мисията
- Маса:
  - При старта: 116 987 kg
  - При кацането: 100 563 kg
- Перигей: 486 km
- Апогей: 578 km
- Инклинация: 28,5°
- Орбитален период: 95,3 min

### Космически разходки
| № | Участници                       | Начало                | Край                   | Продължителност  | Задачи                                                     |
| - | ------------------------------- | --------------------- | ---------------------- | ---------------- | ---------------------------------------------------------- |
| 1 | Джон Грунсфелд и Ричард Линехан | 4 март 2002 06:37 UTC | 25 март 2002 13:38 UTC | 7 часа 1 минута  | Подмяна на първата двойка слънчеви клетки                  |
| 2 | Джеймс Нюман и Майкъл Масимино  | 5 март 2002 06:40 UTC | 5 март 2002 13:56 UTC  | 7 часа 16 минути | Подмяна на втората двойка слънчеви клетки и жироскоп RWA-1 |
| 3 | Джон Грунсфелд и Ричард Линехан | 6 март 2002 08:28 UTC | 6 март 2002 15:16 UTC  | 6 часа 48 минути | Подмяна PCU                                                |
| 4 | Джеймс Нюман и Майкъл Масимино  | 7 март 2002 09:00 UTC | 7 март 2002 16:18 UTC  | 7 часа 18 минути | Подмяна на FOC с ACS                                       |
| 5 | Джон Грунсфелд и Ричард Линехан | 8 март 2002 08:48 UTC | 8 март 2002 16:18 UTC  | 7 часа 32 минути | Инсталиране на охладителна система NCS.                    |

## Галерия
- Стартът на мисия STS-109
- „Хъбъл“ в товарния отсек на совалката
- Астронавтите заменят FOC с ACS
- „Хъбъл“ след ремонта от екипажа на STS-109
- Друг поглед към телескопа след ремонта
- Последното кацане на „Колумбия“ в космическия център „Кенеди“